# Wilhelmsfeld (Kringelsdorf)
Wilhelmsfeld, obersorbisch Wylemocy, ist ein Ortsteil der Gemeinde Boxberg/O.L. im Landkreis Görlitz in Sachsen. Seit dem 1. Januar 1929 ist Wilhelmsfeld ein Teilort von Kringelsdorf.

## Lage
Das Gassendorf Wilhelmsfeld liegt in der Oberlausitz. Umliegende Ortschaften sind Nochten im Norden, Reichwalde im Osten, Eselsberg im Süden sowie Kringelsdorf im Westen. Südlich des Ortes fließt der Schwarze Schöps. Des Weiteren verläuft die sächsische Staatsstraße 131 südlich von Wilhelmsfeld.
Nördlich von Wilhelmsdorf befindet sich der Truppenübungsplatz Oberlausitz.

## Geschichte
Wilhelmsfeld wurde im Jahr 1831 erstmals urkundlich unter seinem heutigen Namen erwähnt. Es handelt sich um den Teil der Ortschaft Eselsberg, der mit den zugehörigen wenigen „Gärtnerstellen“ weder zur Standesherrschaft Muskau noch zum Rittergut Dürrbach bzw. der Herrschaft Jahmen gehörte, sondern zum Rittergut Reichwalde. Der Ort gehörte wie die anderen Teile von Eselsberg schon lange vor 1871 zur Kirchengemeinde Klitten.
Wilhelmsfeld war Sitz eines gleichnamigen Rittergutes, bis 1849 mit eigener Gerichtsbarkeit. Das Gut befand sich überwiegend in nichtadligem Besitz. 1830 gehörte es einem Herrn Zimmermann, danach einem W. Burchard, auf dessen Antrag die Umbenennung des Gutes von „Eselsberg“ in „Wilhelmsfeld“ 1843 genehmigt wurde. 1937 wurde das Herrenhaus von der Schlesischen Pelztierzucht übernommen. Heute befinden sich in dem ehemaligen Herrenhaus Wohnungen, ein Standesamt und der Ortschaftsrat.
Zur Zeit seiner Ersterwähnung lag Wilhelmsfeld im Kreis Rothenburg, Regierungsbezirk Liegnitz. Am 1. Januar 1929 wurde der Ort nach Kringelsdorf eingemeindet. Am 16. Januar 1947 wurde der Kreissitz verlegt, der Kreis hieß fortan Landkreis Niesky. Zur DDR-Kreisreform vom 25. Juli 1952 wurde die Gemeinde Kringelsdorf mit dem Ortsteil Wilhelmsfeld dem neu gebildeten Kreis Weißwasser zugeordnet. Nach der Wende gehörte das Dorf zunächst weiter zum nunmehrigen Landkreis Weißwasser und kam nach der Kreisreform in Sachsen am 1. August 1994 zum Niederschlesischen Oberlausitzkreis. Am 1. April 1996 kam Wilhelmsfeld im Zuge der Eingemeindung von Kringelsdorf zur Gemeinde Boxberg/O.L. Seit der Kreisreform in Sachsen vom 1. August 2008 liegt Wilhelmsfeld im Landkreis Görlitz.